# King City (Oregón)
King City es una ciudad ubicada en el condado de Washington en el estado estadounidense de Oregón. En el año 2009 tenía una población de 2,750 habitantes y una densidad poblacional de 1,791.7 personas por km².

## Geografía
King City se encuentra ubicada en las coordenadas 45°24′4″N 122°48′11″O / 45.40111, -122.80306.

## Demografía
Según la Oficina del Censo en 2000 los ingresos medios por hogar en la localidad eran de $28,617, y los ingresos medios por familia eran $49,444. Los hombres tenían unos ingresos medios de $39,917 frente a los $33,750 para las mujeres. La renta per cápita para la localidad era de $27,536. Alrededor del 2.4% de la población estaban por debajo del umbral de pobreza.

## Localidades adyacentes
Diagrama de las localidades a un radio de 16 km a la redonda de King City. 